# ジョン・シャーカフスキー
サデウス・ジョン・シャーカフスキー（英: John Szarkowski、1925年12月18日– 2007年7月7日）は、アメリカの写真家、学芸員、歴史家、評論家。1962年から1991年まで、ニューヨーク近代美術館（MoMA）のディレクターを務めた。

## 初期の人生とキャリア
彼はウィスコンシン州北部の小さな都市アッシュランドで生まれ育ち、11歳で写真に興味を持つようになった。第二次世界大戦中、シャーカフスキー は米軍で働き、その後1947年にウィスコンシン大学マディソン校で美術史を卒業した。その後、ミネアポリスのウォーカーアートセンターで美術館の写真家としてのキャリアをスタートした。
この時、彼は芸術写真家でもあった。彼は1949年にウォーカーアートセンターで最初の個展を開催した。これは多くの個展の最初のものである。 1954年、シャーカフスキーは2つのグッゲンハイム奨学金の最初の奨学金を受け取り、その結果、「ルイスサリバンのアイデア」（1956年）が出版された。 1958年から1962年の間に、彼はウィスコンシン州の田舎に戻る。そこで、彼は1961年に2回目のグッゲンハイム奨学金を獲得し、荒野と人々と土地の関係についての考えを研究した。

## ニューヨーク近代美術館
ニューヨークの近代美術館は、1962年7月1日から、シャーカフスキーを写真部門のディレクターに任命した。エドワード・スタイケンは後継者としてシャーカフスキーを選んだ。1973年、シャーカフスキーは3人の写真パネリストの1人として、国立芸術基金のために働き始めた。
1973年、シャーカフスキーは「Looking at Photographs」を出版し、写真についての書き方に関する実用的な例を発表した。この本は今でも写真科の学生の必読書であり、注意深く見て、見る人が持っているあらゆる知性と理解をもたらすことの重要性を主張している。シャーカフスキーはまた、マリア・モリス・ハンバーグとともに、アジェの写真に関する決定的な4巻の作品を含む、個々の写真家に関する多数の本を出版している。
彼は「Mirrorsand Windows：American Photography since 1960 」（1978）を書き、アメリカの写真における絵画表現の戦略間の二分法を特定した。 「この視聴者には、[マイナー]ホワイトと[ロバート]フランクの違いは、自己表現の目標と探索の目標の違いに関係しているように見ける。」この本のすべての写真家がアメリカ人であるわけではないが（たとえば、フランクはスイス人であった）、写真はそこで撮影および/または展示された。出版物は、パートI（pps。29–86）とパートII（pps。87–148）にほぼ均等に分けられている。彼の「鏡」のアナロジーは、ジェリー・N・ユルスマン、ポール・カポニグロ、ジョセフ・ベランカ、ジャンニ・ペナティ、ラルフ・ギブソン、デュアン・マイケルズ、ジュディ・データーなどの本に表されている内省的な写真を表している。一方、「ウィンドウ」のアイデアは、ダイアン・アーバス、リー・フリードランダー、ヘンリーウェッセル、ジョエル・マイヤーウィッツ、ゲイリー・ウィノグランドの作品を含むドキュメンタリーアプローチが見られる。
彼はハーバード、エール、ニューヨーク大学で教え、講義と教えを続けた。1983年から1989年まで、彼はコーネル大学のアンドリューディクソンホワイト教授であった。1990年、US News＆World Reportは、「アメリカ人がそれを知っているかどうかにかかわらず、シャーカフスキーの考え方は、写真についての私たちの考え方になった」と述べている。
1991年、シャーカフスキーはMoMAでの職を辞した。その間、彼はやや独裁的であるという評判を築いていた。そして美術館の名誉ディレクターになる。彼は、ニューヨーク近代美術館の写真部門のジョエル&アン・エーレンクランツの主任キュレーターであるピーターガラッシに引き継がれた。

## シャーカフスキーによってキュレーションされた展覧会
- 1963: The Photographer and the American Landscape. ニューヨーク近代美術館、ニューヨーク。[11]
- 1964: Andre Kertesz. ニューヨーク近代美術館、ニューヨーク。[12] 回顧展。
- 1964: The Photographer's Eye. ニューヨーク近代美術館、ニューヨーク。[13]
- 1965: The Photo Essay. ニューヨーク近代美術館、ニューヨーク。[14]
- 1966: Dorthea Lange. ニューヨーク近代美術館、ニューヨーク。[15] 回顧展。
- 1967: Once Invisible. ニューヨーク近代美術館、ニューヨーク。[16]
- 1967: New Documents. ニューヨーク近代美術館、ニューヨーク。[17]
- 1968: Henri Cartier Bresson. ニューヨーク近代美術館、ニューヨーク。[18] 回顧展。
- 1968: Brassai. ニューヨーク近代美術館、ニューヨーク。[19] 回顧展。
- 1969: Bill Brandt.ニューヨーク近代美術館、ニューヨーク。[20] 回顧展。
- 1969: Eugene Atget. ニューヨーク近代美術館、ニューヨーク。[21] 回顧展。
- 1969: Garry Winogrand: The Animals. ニューヨーク近代美術館、ニューヨーク。[22]
- 1970: New Acquisitions. ニューヨーク近代美術館、ニューヨーク。[23]
- 1970: Bruce Davidson: East 100th Street. ニューヨーク近代美術館、ニューヨーク。[24]
- 1970: E.J. Bellocq: Storyville Portraits. ニューヨーク近代美術館、ニューヨーク。 [25]
- 1971: Photographs by Walker Evans. ニューヨーク近代美術館、ニューヨーク。 [26] 回顧展。
- 1972: Diane Arbus. ニューヨーク近代美術館、ニューヨーク。[27] 回顧展。
- 1990: Photography Until Now. ニューヨーク近代美術館、ニューヨーク。[28]
- 1995: Ansel Adams at 100. サンフランシスコ近代美術館、カリフォルニア州。サンドラ・S・フィリップスとの共同キュレーション。

## 退職
引退後、シャーカフスキーはドレイファス・コーポレーションが販売したファンドのいくつかの役員を務めた。シャーカフスキーは、主にアメリカの風景の中の土地に根付く精神を描くことを試みて、彼自身の写真作品を作ることに戻った。 2005年に彼はアメリカ全土でいくつかの主要な個展を開催した。彼の作品の最初の回顧展は、2006年初頭にMoMAで展示された。
シャーカフスキーは2007年7月7日、マサチューセッツ州ピッツフィールドで脳卒中の合併症により81歳で亡くなった。

## 出版物

### シャーカフスキーによってキュレーションされた展覧会関連
- 「ジャック・アンリ・ラルティーグの写真」、ニューヨーク：近代美術館、1963年。 ASIN B0018MX7JK
- 動物、ニューヨーク：現代美術館、1969年。 ASIN B0006BWLBO
- EJ Bellocq Storyville Portraits 、ニューヨーク：Little Brown＆Co、1970年。ISBN 978-0870702501
- ピクチャープレスから、ニューヨーク：現代美術館、1973年。ISBN 978-0870703348
- New Japanese Photography 、ニューヨーク：Museum of Modern Art、1974年。ISBN 978-0870705021
- ウィリアムエグルストンのガイド、ニューヨーク：現代美術館、1976年。ISBN 978-0262050180
- キャラハン、ニューヨーク：近代美術館;ニューヨーク、アパーチャ、1976年。ISBN 978-0900406836
- 鏡と窓：1960年以来のアメリカの写真、ニューヨーク：現代美術館、1978年。ISBN 978-0870704765
- アメリカの風景、ニューヨーク：現代美術館、1981年。ISBN 978-0870702075
- アーヴィングペン、ニューヨーク：現代美術館、1984年。ISBN 978-0870705625
- Winogrand：実世界からのフィギュア、ニューヨーク：近代美術館、1988年。ISBN 978-0870706400
- 今までの写真、ニューヨーク：現代美術館、1989年。ISBN 978-0870705731
- アンセルアダムス、100、2001 。ISBN 978-0821225158

### シャーカフスキーによる写真理論
- The Photographer's Eye, ニューヨーク：現代美術館、1966年。ISBN 978-0870705250
- Looking at Photographs ニューヨーク：現代美術館、1973年。ISBN 978-0-87070-515-1

### シャーカフスキーによる寄稿
- アンセルアダムスのポートフォリオ。ニューヨーク： Bulfinch 、1977年。ISBN 978-0821207239。
- ライトモリス：種の起源。サンフランシスコ：サンフランシスコ近代美術館、1992年。ISBN 978-0918471246。
- Jan Groover：写真。ニューヨーク：Bulfinch、1993年。ISBN 978-0821220061。
- ジョージ湖のアルフレッド・スティーグリッツ。ニューヨーク：近代美術館、1995年。 ASINB00276L2CA。
- Bellocq：ニューオーリンズの赤信号地区であるStoryvilleからの写真。ニューヨーク：ランダムハウス、1996年。ISBN 978-0679449751。
- 海事アルバム：100枚の写真とそのストーリー。ニューヘブン：エール大学プレス、1997年。ISBN 978-0300073423。
- アジェ。ニューヨーク：キャロウェイ、2000年。ISBN 978-0935112566。
- Still Life：Irving Penn Photographs、1938–2000。テームズ＆ハドソン、2001年。ISBN 978-0500542484。
- 自然。ゲッティンゲン：シュタイデル;ニューヨーク： Pace / MacGill 、2007年。ISBN 978-3865214379。
- スライドショー：ヘレンレヴィットのカラー写真。レビット;ニューヨーク： powerHouse Books 、2005年。ISBN 978-1576872529。

### シャーカフスキーの写真作品を含むもの
- ルイスサリバンのアイデア、ミネアポリス：ミネソタ大学出版局、1956年。 ASIN B0041LVXMS
- ミネソタの顔、ミネアポリス：ミネソタ大学出版局、1958年。 ASIN：B0000CK4KY
- ブリストルの納屋、ハリーNエイブラムス、1997年。ISBN 978-0810942868
- ジョン・シャーカフスキー：写真。ニューヨーク： Bulfinch 、2005年。ISBN 9780821261989。サンドラS.フィリップスによるテキスト。

## シャーカフスキーに関するドキュメンタリー
- John シャーカフスキー ：A Life in Photography （Checkerboard、1998）。彼の人生と仕事に関する48分のドキュメンタリー。
- アートと言えば：ジョン・シャーカフスキーのジョン・シャーカフスキー（チェッカーボード、2005年）。彼が自分の写真について語る講義の60分の映画。

## シャーカフスキーの写真展
- 2005年から2006年：ジョン・ザルコウスキー：写真、サンフランシスコ近代美術館、2005年2月5日から5月15日[31] 、2006年2月1日から5月15日、ニューヨークの近代美術館を見学。 [32]